# Герб Плоского Потоку
Герб Плоского Потоку — один з офіційних символів села Плоский Потік, підпорядкованого Полянській сільській територіальній громаді Мукачівського району Закарпатської області.
Затверджений 30 червня 2008 року рішенням сесії сільської ради.
Автор проекту герба — Андрій Гречило.

## Опис
У  синьому полі срібна хвиляста балка, над і під нею — по золотій рибині. 
Щит вписаний у еклектичний картуш, увінчаний золотою сільською короною з колосків.

## Зміст
На печатці сільської громади у XIX столітті фігурувало зображення цапа. Оскільки подібний мотив не зовсім вдалий для герба Плоского Потоку, тому було запропоновано новий проект герба, який краще відображатиме специфіку поселення. Риби характеризують багаті природні ресурси. Хвиляста смуга означає річку Малу Пиню та вказує на назву села. 
Золота сільська корона з колосків означає населений пункт зі статусом села.